# Hexi
För andra betydelser, se Hexi (olika betydelser).
Hexi är ett stadsdistrikt i storstadsområdet Tianjin i norra Kina. Hexi är säte för Tianjins stadsfullmäktige.
Det är indelat i 14 stadsdelsdistrikt (jiedao):

- Chentangzhuang (陈塘庄街道)
- Dayingmen (大营门街道)
- Donghai (东海街道)
- Guajiasi (挂甲寺街道)
- Jianshan (尖山街道)
- Liulin (柳林街道)
- Machang, Tianjin (马场街道)
- Meijiang (梅江街道)
- Taihulu (太湖路街道)
- Taoyuan (桃园街道)
- Tianta (天塔街道)
- Xiawafang (下瓦房街道)
- Youyilu (友谊路街道)
- Yuexiulu (越秀路街道)